# Починки (Починковский район)
Почи́нки (муж. род мн. ч., склоняется нестандартно — род. п. Почи́нок, по аналогии с Ме́ленки жен. род мн. ч. — Ме́ленок) — село (с 1922 г.), бывший город (в 1781—1922 гг.) в Нижегородской области. Административный центр Починковского района и Починковского сельсовета.

## География
Расположено на реке Рудня в 220 км к югу от Нижнего Новгорода на федеральной трассе Нижний Новгород — Саратов и в 12 км от станции Ужовка железной дороги Нижний Новгород — Пенза. Расстояние до МКАД 550 км.
Починки являются самым южным районным центром и самым крупным селом Нижегородской области.

## История

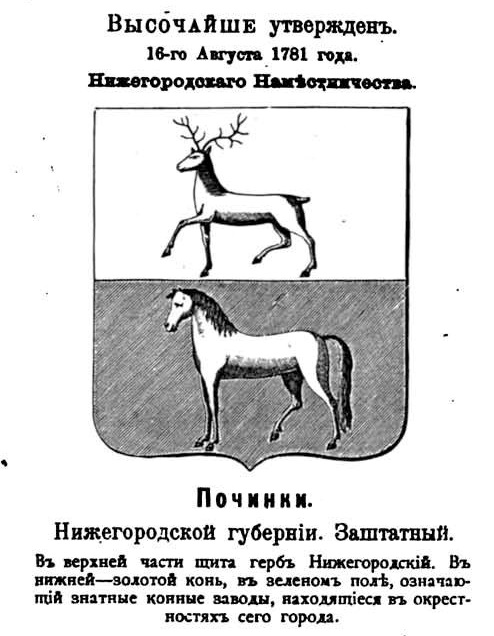
Исторический герб города Починки (из гербовника Винклера)

Основано в Арзамасском уезде на месте мордовской деревни, называвшейся в разное время Анудемир и почи́нок Кеуштанов. Деревня была разорена татарами в 1628 году и покинута жителями, но уже в 1647 году это место с прилегающими к нему землями было приобретено у казны боярином Морозовым и заселено вывезенными из Подмосковья крепостными. Морозов начал здесь производство поташа́, и в течение приблизительно ста лет Починки оставались центром крупного поташного производства, работавшим на зарубежный рынок.
На карте Арзамасского уезда 1729 года на месте Починок обозначены Заводы (поташны́е) и почи́нок При́городный. «Город», при котором находился починок, обозначал не населённый пункт, а городню (ограждение, огород) Пузской засечной черты.
В 1760 году, когда были сведены окружавшие Починки леса, а поташное производство прекратилось, в Починках был создан конный завод, существующий и поныне. В 1779 году Починки получили статус уездного города Нижегородской губернии, а в 1796 году стали заштатным городом Лукояновского уезда. Для города был утверждён генеральный план застройки, благодаря которому центр Почи́нок (со временем слово приобрело по неизвестной причине женский род: в мужском роде было бы — центр Почи́нков) и сегодня имеет нехарактерную для села регулярную планировку.
16 августа 1781 года был утверждён герб города Починки: в верхней части щита — Нижегородский герб, в нижней — золотой конь в зелёном поле.

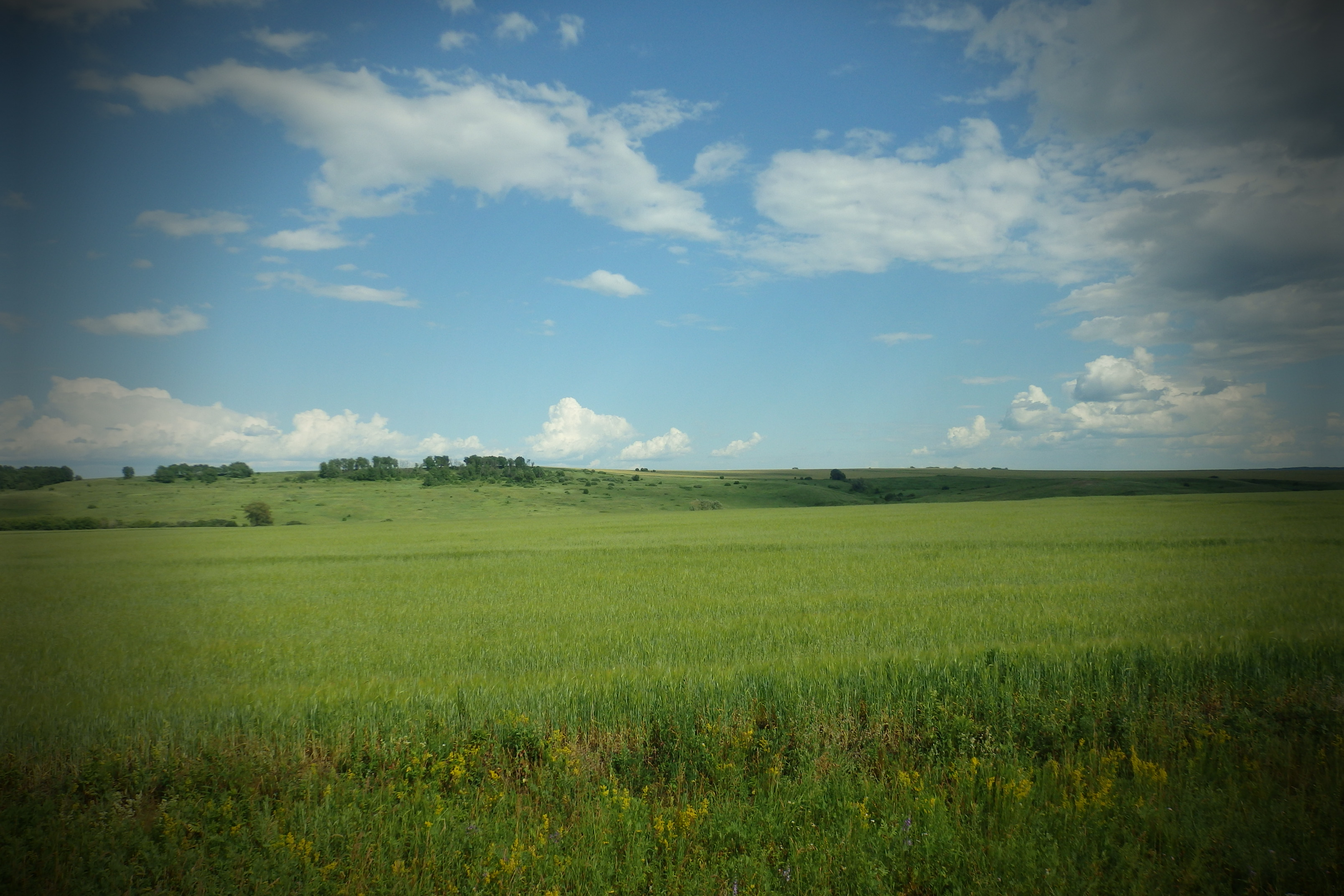
Типичный ландшафт близ Починок

После 1861 года Починки становятся центром Починковской волости. В 1921—1923 город также являлся центром вновь образованного Починковского уезда.
В 1922 году Починки потеряли статус города, однако продолжили активное развитие. В Починках сохранились интересные образцы провинциальной архитектуры XIX века. В те же годы образован Починковский сельсовет.
4—5 июля 1929 года Починки получили статус центра одноимённого района.

### Этимология
Прежнее название «почи́нок Кеуштанов» может иметь эрзянское (мордовское) происхождение от эрз. келе — ширина, ширь и эрз. уштома — топка. В Летописи Соборной Христорождественской церкви и прихода заштатного города Починок Нижегородской епархии (Нижний Новгород, 1908) также встречается иная версия названия «мордовской деревни» Починокъ-Келеушта-Новый. Таким образом, название Починок указывает на род деятельности первых поселенцев, занимавшихся производством поташа путём пережигания древесины в уголь и золу. Вследствие поташного производства к XIX веку были полностью сведены окружавшие Починки дубовые леса: сейчас село на десятки километров окружают одни лишь поля.
По мнению нижегородского краеведа Н. Морохина, другое старое название деревня Анудемир — тюркское, вероятно произошедшее от татарского имени (первых поселенцев), в основе которого тюркские корни «анны» — «равный» и «темир» — «железо». До прихода русского населения на территории нынешних Починок в разное время проживали татары и мордва.
Кроме того, почи́нок (род. п. мн. ч. почи́нков) — исторический термин, которым в России до XX века обозначались вновь возникшие сельские поселения. Данный термин впервые стал встречаться в книгах XV века в Великом княжестве Московском.

## Население
| 1959 | 1970  | 1979  | 1989    | 2002    | 2010    | 2021    |
| ---- | ----- | ----- | ------- | ------- | ------- | ------- |
| 7354 | ↗8411 | ↗8601 | ↗11 148 | ↗11 925 | ↘11 891 | ↘11 761 |

## Экономика
Наиболее значимыми предприятиями в селе Починки являются ОАО «Маслосырзавод „Починковский“», ООО «Починковские консервы», ООО «Починковский хлеб». Строительная отрасль представлена ООО «ПК „Евродекор“» и ОАО «Починковское ХРСУ». Важнейшей транспортной организацией является ОАО «Починковское АТП». Значительная часть населения работает в филиале ООО «Газпром трансгаз Нижний Новгород» — «Починковское ЛПУМГ». Крупнейшей торговой организацией является Починковское РайПО. Кредитование осуществляют офисы «Сбербанка России» и «Россельхозбанка». В селе расположены два сельхозпредприятия — ООО «Алатырь» и ООО «Восход». Символом села являлся Починковский конный завод, получивший известность благодаря разведению лошадей породы «Советский тяжеловоз». По состоянию на 1 сентября 2014 года хозяйство продолжает свою работу.

## Культура
В Починках находятся следующие учреждения культуры и спорта: МБУК "Починковский культурно-досуговый центр", в состав которого входит Дворец культуры, народный краеведческий музей, а также филиалы - сельские Дома культуры и клубы; детская музыкальная школа, детско-юношеская спортивная школа, центральная библиотека, физкультурно-оздоровительный комплекс «Урожай». Также имеются клуб «Факел» и культурно-спортивный комплекс «Юбилейный».

## Люди, связанные с селом
- Болдов, Александр Борисович (1922—1998) — советский архитектор;
- Власов, Николай Михайлович (1891—1954) — советский учёный, военный ветеринар, генерал-лейтенант ветеринарной службы;
- Илюшечкин, Василий Павлович (1915—1996) — советский историк-востоковед, участник Великой Отечественной войны;
- Колокольцев, Фёдор Николаевич (1909—1994) — участник Великой Отечественной войны, Герой Советского Союза;
- Постников, Константин Иванович (1922—2012) — участник Великой Отечественной войны, полковник в отставке; участвовал в обороне Киева, Москвы, в освобождении Австрии, Берлина; демобилизовался, будучи в составе корпуса прорыва в ставке Верховного командования в Румынии;
- Рябов, Анатолий Павлович (1894—1938) — выпускник Починковского духовного училища; эрзянский лингвист, педагог и общественный деятель;
- Сидоров, Аркадий Лаврович (1900—1966) — историк, директор Института истории Академии наук СССР (1953—1959).
- Кокарев, Юрий Александрович (1933—1975) — Советский мыслитель ;